# Fenchol
Fenchol is een gebrugde organische verbinding met als brutoformule C10H18O. Het is een monoterpeen en een structuurisomeer van borneol. Het natuurlijk voorkomende enantiomeer (1R)-endo-(+)-fenchol wordt veel gebruikt in de parfumindustrie.